# Retterath
Retterath est une municipalité de la Verbandsgemeinde Kelberg, dans l'arrondissement de Vulkaneifel, en Rhénanie-Palatinat, dans l'ouest de l'Allemagne.

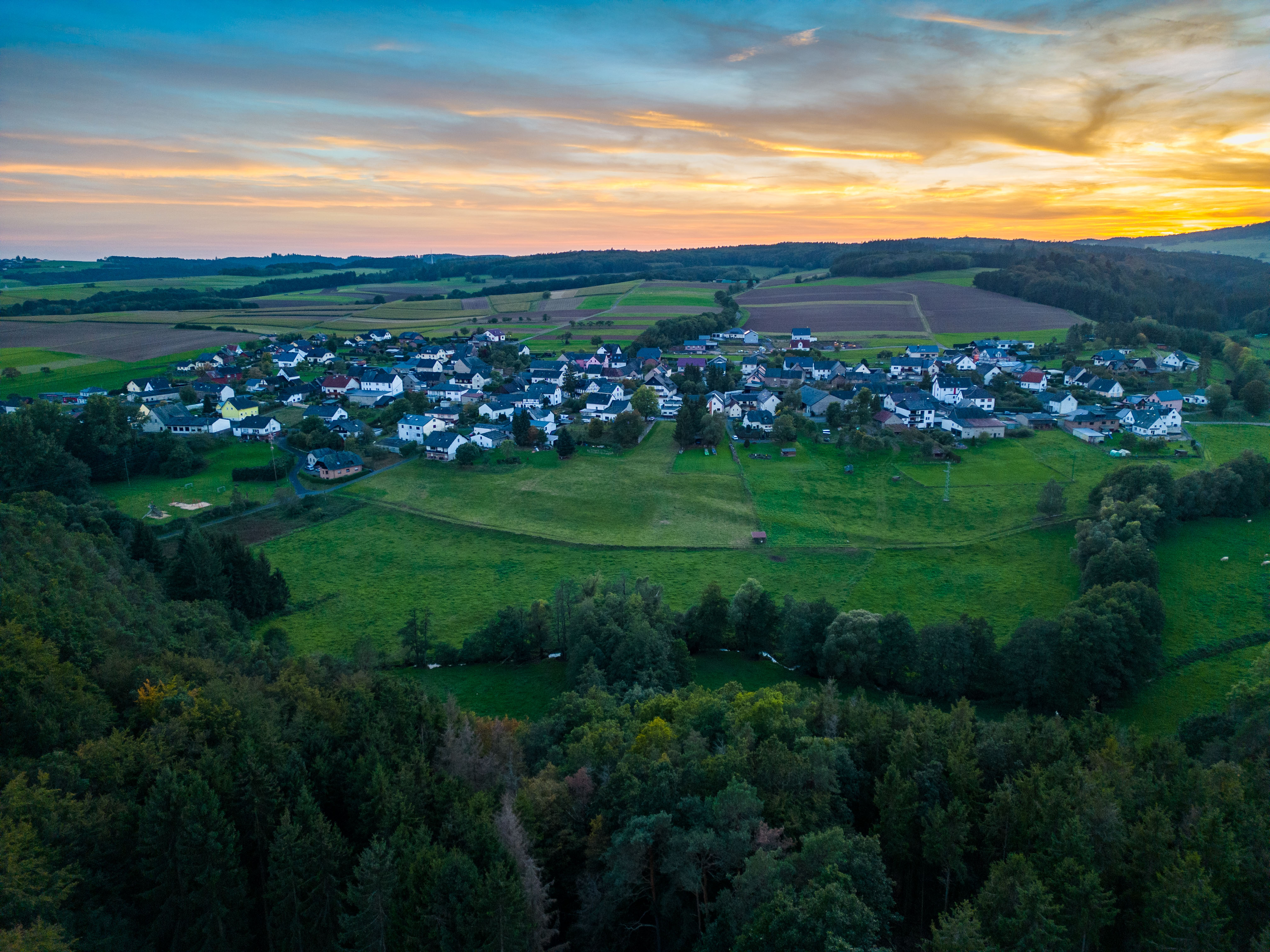
Municipalité de Retterath en Allemagne